# 原田インターチェンジ
原田インターチェンジ（はるだインターチェンジ）は、福岡県筑紫野市原田にある鳥栖筑紫野道路のインターチェンジである。
鳥栖筑紫野道路は全線を通じてインターチェンジの出入口に料金所を設けていなかった。このため、この原田ICから佐賀県三養基郡基山町にある城戸ICまでの区間に本線料金所が設置されており、この区間が実質、鳥栖筑紫野道路の有料対象区間となっていた。

## 道路
- 鳥栖筑紫野道路

## 周辺
- 原田駅
- 美しが丘南

## 隣
鳥栖筑紫野道路
城戸IC - 本線料金所跡 - 国道3号出入口（鳥栖方面に対しての出入口のみ） - 原田IC - 城山IC